# Săgeata Valonă 2016
Săgeata Valonă 2016 a fost cea de a 80-a ediție a cursei de ciclism Săgeata Valonă, cursă de o zi. S-a desfășurat pe data de 22 aprilie 2016 și a făcut parte din calendarul Circuitului mondial UCI 2016. Cursa s-a desfășurat pe o distanță de 196 de kilometri.

## Echipe
Toate cele 18 echipe din UCI WorldTeams au fost invitate în mod automat și au fost obligate să participe la cursă. Șapte echipe au primit wild card-uri.

### Echipe UCI World
- Ag2r-La Mondiale
- Astana
- BMC Racing Team
- Etixx-Quick Step
- FDJ
- IAM Cycling
- Lampre-Merida
- Lotto Soudal
- Movistar
- Orica-GreenEDGE
- Cannondale-Garmin
- Giant-Alpecin
- Team Katusha
- LottoNL–Jumbo
- Dimension Data
- Team Sky
- Tinkoff-Saxo
- Trek-Segafredo

### Echipe continentale profesioniste UCI
- Cofidis
- Delko–Marseille Provence KTM
- Fortuneo–Vital Concept
- Roompot–Oranje Peloton
- Stölting Service Group
- Topsport Vlaanderen–Baloise
- Wanty–Groupe Gobert

## Rezultate
| Loc | Concurent          | Echipă              | Timp      |
| --- | ------------------ | ------------------- | --------- |
| 1   | Alejandro Valverde | Movistar Team       | 4h 43'57" |
| 2   | Julian Alaphilippe | Etixx-Quick Step    | +0"       |
| 3   | Dan Martin         | Etixx-Quick Step    | +0"       |
| 4   | Wout Poels         | Team Sky            | +4"       |
| 5   | Enrico Gasparotto  | Wanty–Groupe Gobert | +5"       |
| 6   | Samuel Sánchez     | BMC Racing Team     | +5"       |
| 7   | Michael Albasini   | Orica-GreenEDGE     | +5"       |
| 8   | Diego Ulissi       | Lampre-Merida       | +5"       |
| 9   | Warren Barguil     | Giant-Alpecin       | +5"       |
| 10  | Rui Costa          | Lampre-Merida       | +5"       |

## Legături externe
- en Site web oficial
- Săgeata Valonă 2016 – ProCyclingStats